# Giro del Valle de Aosta
El Giro del Valle de Aosta (oficialmente: Giro della Valle d'Aosta Mont Blanc / Tour de la Vallée d'Aoste Mont-Blanc) es una carrera por etapas, registrada en Italia, que tiene lugar en la región del Valle de Aosta; además de en los departamentos franceses de Saboya y de Alta Saboya, y en el cantón suizo de Valais.
Se comenzó a disputar en 1962 como carrera completamente amateur hasta la creación de los Circuitos Continentales UCI en 2005 que forma parte del UCI Europe Tour, dentro de la categoría 2.2 (última categoría del profesionalismo). En 2012 pasó a categoría 2.2U (también última categoría del profesionalismo pero limitada a corredores sub-23) cambiando además su fecha tradicional de finales de agosto o principios de septiembre por la de mediados de julio.

## Palmarés
En amarillo: edición amateur.
| Año       | Ganador              | Segundo              | Tercero                     |
| --------- | -------------------- | -------------------- | --------------------------- |
| 1962      | Gilberto Vendemmiati | Marcello Mugnaini    | Italo Zilioli               |
| 1963      | Gianni Motta         | Luciano Galbo        | Adriano Passuello           |
| 1964      | Adriano Passuello    | Franco Bodrero       | Franco Parrini              |
| 1965-1966 | No se disputaron     | No se disputaron     | No se disputaron            |
| 1967      | Arturo Pecchielan    | Antonio Fradusco     | Leopoldo Cattelan           |
| 1968      | Pierfranco Vianelli  | Roberto Sorlini      | Ottavio Crepaldi            |
| 1969      | Vittorio Urbani      | Giuseppe Mereghetti  | Franco Famà                 |
| 1970      | Franco Baroni        | Antonio Tavola       | Renato Martinazzo           |
| 1971      | Mario Corti          | Germano Zangrandi    | Franco Balduzzi             |
| 1972      | Efrem Dall'Anese     | Alberto Bogo         | Giovan Battista Baronchelli |
| 1973      | Gabriele Mirri       | Alfredo Chinetti     | Leonardo Mazzantini         |
| 1974      | Giuseppe Rodella     | Pasquale Pugliese    | Fausto Stiz                 |
| 1975      | Leone Pizzini        | Annunzio Colombo     | Alfio Vandi                 |
| 1976      | Francesco Masi       | Leonardo Mazzantini  | Giovanni Fedrigo            |
| 1977      | Ennio Vanotti        | Giuseppe Fatato      | Silvano Contini             |
| 1978      | Claudio Gosetto      | Giovanni Fedrigo     | Giovanni Testolin           |
| 1979      | Alessandro Paganesi  | Alberto Minetti      | Giuseppe Faraca             |
| 1980      | Fabrizio Verza       | Giovanni Fedrigo     | Giovanni Testolin           |
| 1981      | Maurizio Viotto      | Franco Chioccioli    | Paul Haghedooren            |
| 1982      | Stefano Tomasini     | Mario Bonzi          | Luc Wallays                 |
| 1983      | Luc Wallays          | Alberto Volpi        | Fabrizio Vannucci           |
| 1984      | Flavio Giupponi      | Jørgen Vagn Pedersen | Claudio Chiappucci          |
| 1985      | Stefan Brykt         | Kjell Nilsson        | Bruno Bulic                 |
| 1986      | Marco Lanteri        | Stefano Tomasini     | Marco Votolo                |
| 1987      | Fabrice Philipot     | Gianluca Tonetti     | Marco Lanteri               |
| 1988      | Enrico Zaina         | Gianluca Tonetti     | Herbert Niederberger        |
| 1989      | Ivan Gotti           | Daniel Lanz          | Stefano Cattai              |
| 1990      | Ivan Gotti           | Fabrizio Settembrini | Wladimir Belli              |
| 1991      | Wladimir Belli       | Jacques Dufour       | Andrea Noè                  |
| 1992      | Gilberto Simoni      | Leonardo Piepoli     | Vincenzo Galati             |
| 1993      | Roberto Menegotto    | Rosario Fina         | Gilberto Simoni             |
| 1994      | Roberto Pistore      | Dario Frigo          | Riccardo Faverio            |
| 1995      | Valentino Fois       | Stefano Faustini     | Marco Della Vedova          |
| 1996      | Claudio Vandelli     | Mauro Zanetti        | Gianluca Tonetti            |
| 1997      | Devis Miorin         | Stefano Panetta      | Angelo Lopeboselli          |
| 1998      | Igor Pugaci          | Leonardo Giordani    | Paolo Tiralongo             |
| 1999      | Milan Kadlec         | Paolo Tiralongo      | Ramon Bianchi               |
| 2000      | Yaroslav Popovych    | Damiano Giannini     | Sylwester Szmyd             |
| 2001      | Yaroslav Popovych    | Damiano Cunego       | Maxim Smirnov               |
| 2002      | Marco Marzano        | Massimo Iannetti     | Oliver Zaugg                |
| 2003      | Marco Marzano        | Emanuele Sella       | Oliver Zaugg                |
| 2004      | Tomaz Nose           | Domenico Pozzovivo   | Morris Possoni              |
| 2005      | Morris Possoni       | Luigi Sestili        | Cristiano Salerno           |
| 2006      | Alessandro Bisolti   | Daniel Martin        | Tom Criel                   |
| 2007      | Alex Cano            | Vincenzo Iannello    | Mauro Finetto               |
| 2008      | Michele Gaia         | Enrico Zen           | Anatoliy Pakhtusov          |
| 2009      | Thibaut Pinot        | Angelo Pagani        | Egor Silin                  |
| 2010      | Petr Ignatenko       | Jonathan Monsalve    | Francesco Bongiorno         |
| 2011      | Fabio Aru            | Joe Dombrowski       | Nikita Novikov              |
| 2012      | Fabio Aru            | Sergei Chernetski    | Andrea Manfredi             |
| 2013      | Davide Villella      | Davide Formolo       | Clément Chevrier            |
| 2014      | Bernardo Suaza       | Odd Christian Eiking | Manuel Senni                |
| 2015      | Robert Power         | Laurens De Plus      | Simone Petilli              |
| 2016      | Kilian Frankiny      | Enric Mas            | Mark Padun                  |
| 2017      | Pavel Sivakov        | Bjorg Lambrecht      | Michael Storer              |
| 2018      | Vadim Pronskiy       | Kevin Inkelaar       | Jonas Gregaard Wilsly       |
| 2019      | Mauri Vansevenant    | Adam Hartley         | Kevin Inkelaar              |
| 2020      | No se disputó        | No se disputó        | No se disputó               |
| 2021      | Reuben Thompson      | Gianmarco Garofoli   | Mattia Petrucci             |
| 2022      | Lenny Martinez       | Reuben Thompson      | Simone Raccani              |
| 2023      | Darren Rafferty      | Alexy Faure Prost    | Isaac Del Toro              |
| 2024      | Jarno Widar          | Ilkhan Dostiyev      | Ludovico Crescioli          |
| 2025      | Jarno Widar          | Mateo Ramírez        | Jean-Loup Fayolle           |

## Palmarés por países
| País            | Victorias |
| --------------- | --------- |
| Italia          | 38        |
| Bélgica         | 4         |
| Francia         | 3         |
| Colombia        | 2         |
| Ucrania         | 2         |
| Rusia           | 2         |
| Suecia          | 1         |
| Rumania         | 1         |
| República Checa | 1         |
| Eslovenia       | 1         |
| Australia       | 1         |
| Suiza           | 1         |
| Kazajistán      | 1         |
| Nueva Zelanda   | 1         |
| Irlanda         | 1         |